# Водоспади Хука
Водоспади Хука,у Новій Зеландії розташовані в Wairakei, туристичному парку, недалеко на північ від міста Таупо. Водоспади Хука являють собою набір з водоспадів на річці Ваїкато,яка стікає в озера Таупо в Новій Зеландії. Кілька сотень метрів вгору за течією від водоспаду Хука, річка Ваїкато звужується приблизно з 100 метрів у ширині до всього 15 метрів. У верхній частині водоспад являє собою набір невеликих водоспадів, падіння яких приблизно 8 метрів. Найвражаючим є останній етап водоспаду 11 метрової висоти. Водоспад падає зі скелі близько 35 футів висотою в глибокий круглий басейн. Раніше до водоспаду йшли гарячі джерела. Ці гарячі джерела вже не існують, але дрібні буріння показали, що геотермальне тепло як і раніше присутнє на глибині. Біля водоспаду є кілька фантастичних оглядових майданчиків, які дозволяють відвідувачам милуватися прекрасним видом на водоспади Хука . Там також є пішохідний міст,який охоплює річку Ваїкато.

## Розташування
Водоспад розташований в красивому регіоні Катлінс на Південному Острові Нової Зеландії.